# Стретч-плівка

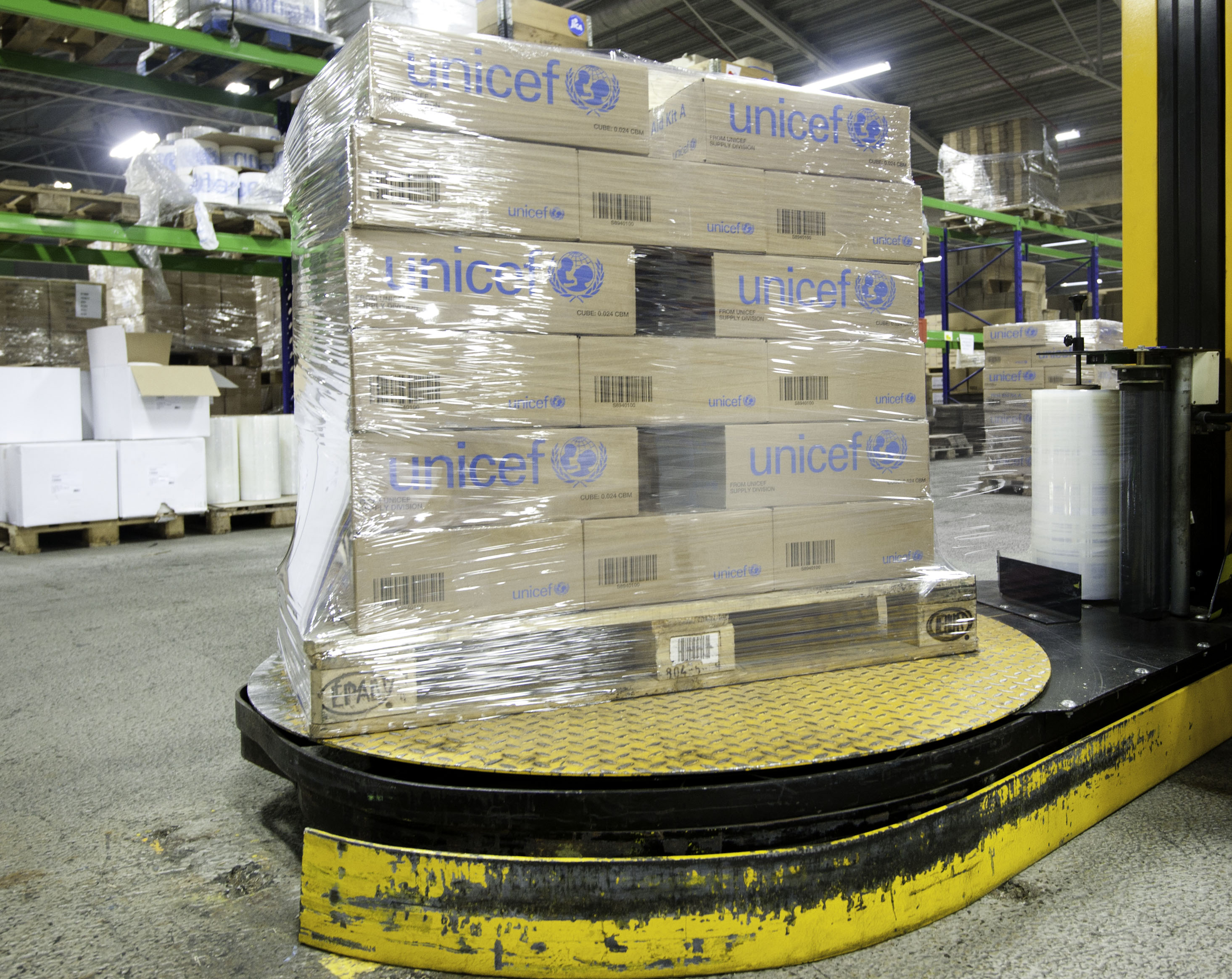
застретчовані коробки

Стретч-плівка чи стрейч плівка (від англ. Stretch / strɛtʃ / — «розтягуватися») — пластикова плівка, що дуже сильно розтягується і служить для спакування будь-яких товарів або вантажів, зокрема на піддонах. Після розтягування плівка прагне повернутися у вихідний стан, відновивши свою форму. Таку її властивість називають ефектом пам'яті. Коефіцієнт розтягування позначає у скільки разів плівка може розтягнутися, втративши у своїй ширині не більше 20%. Зазвичай цей показник становить 250-300%, це означає, що 1 метр плівки може витягнутися до трьох метрів. Такі її властивостї дозволяють тісно згрупувати і надійно закріпити предмети.
Цікаві способи використання стретч-плівки

## Сировина
с айпоширенішою сировиною для виготовлення стретч плівки є PVC, LDPE, LLDPE, який отримують співполімеризацією етилену з альфа-олефінами,  є бутен, гексен та октен. Використання вищих альфа-олефінів (гексену чи октену) призводить до посилення характеристик плівки на розтяжку, особливо щодо відносного подовження при розриві та стійкості до проколу. Також можуть бути використані інші види поліетилену та ПВХ. Багато з них мають розрив приблизно 500%, але у використанні вони розтягуються лише до 100 - 300%.
Залежно від використаної сировини виділяють:
- Первинну стрейч плівку. Виготовляється вона з гранул лінійного поліетилену та з сумішей на її основі. Стрейч з такої сировини виходить білим, без сторонніх включень, а рулон має характерний білий колір. Така плівка не повинная мати неприємного запаху, та має зберігати високі показники адгезії та когезії (липкості). Виробництво первинної стрейч плівки на момент редагування статті (квітень 2023 року) регулюється в Україні документом: ГОСТ 12.1.044-2018 (раніше ГОСТ 10354-82 - на сьогодні документ не є дійсним).
- Вторинну стрейч плівку. Виготовлюється вона з переробленої первинної плівки з додаванням сторонніх домішок для поліпшення параметрів липкості та розтягування. Кожен виробник самостійно регулює, які суміші додавати, та у яких пропорціях. Дехто виготовлює вторинну плівку з додаванням первної кількості первинної сировини. Це позитивно відбивається на якості стрейчу, але водночас збільшує його вартість.

## Виготовлення
Основним устаткуванням для виготовлення стретч плівки є екструдер. Він переробляє сировину у вигляді дрібних гранул під впливом високих температур у розплав певної форми. Окрім екструдеру використовують охолодний відсік, компресор, пристрій для утилізації, а також елемент, що формує рулони. Тож виготовлення стрейч плівки э досить витратним та складним.
Існує два способи виготовлення стретч-плівки.
1. Видування. Смола розплавляється і екструдується через кільцеву штамб, вона охолоджується повітрям. Це більш повільний процес, але забезпечує вищу якість у всіх матеріалу. Витрати на виробництво також вищі за рахунок кількості, яку можна виробити за годину.
2. Лиття. Плівку екструдують через щілину шліфу, потім передають на охолоджувальні валики. Це робить процес охолодження швидким.

Опишемо процес виробництва стретч плівки загалом:
1. На першому етапі до спеціального бункеру подається сировина, яка плавиться під впливом високих температур.
2. Далі вона піддається процесу екструзії, під час якого отримана маса продавлюється через пази, за рахунок чого набуває своєї майбутньої форми.
3. Тепер плівка проходить через ряд валів, які формують її майбутню ширину та товщину
4. Після цих маніпуляцій плівка проходить через процес розтягування, який збільшує її еластичність та міцність, та намотується на рулони.
5. Готові рулону фасуються по ящиках та відправляються на склад для зберігання.

## Види стретч плівки
Стретч плівку можна класифікувати за низкою параметрів. Нижче ми перерахуємо основні з них:
- Ширина. Як правило, тут є стандарт 500 мм. Це найпоширеніший варіант, який можна зустріти. Однак на ринку існують пропозиції і на рулони 250 мм та 125 мм.
- Товщина. Тут виробники пропонують широку різноманітність від найтоншої плівки 8 мкм до найбільш міцної 23 мкм. Таким чином, стретч Вам дозволить не тільки захистити товар від пилу, але також і від дрібних подряпин.
- Намотування. Параметр не є важливим та визначає метраж плівки. Однак через тягучість матеріалу намотування практично неможливо перевірити.
- Вага рулону. Залежить від ширини, товщини та намотування плівки.
- За типом сировини стретч плівка буває вторинною та первинною. Вторинку виробляють із переробленої первинної плівки. При цьому вона зберігає всі свої характеристики, але має характерний сірий відтінок із сторонніми вкрапленнями.
- Прозорий чи кольоровий. Колір не впливає на якісь характеристики і може служити для того, щоб помічати товар на складі, наприклад.
- За типом використання: ручний або машинний. Ручні рулони зручні для пакування вручну – вони легкі (до 3 кг у середньому) і їх зручно тримати в руках. Машинний стрейч призначений для пакування на палетайзерах – спеціальне обладнання, яке здатне в автоматичному режимі обертати плівкою палети, багаж та вантажі іншого плану.
- Харчова та промислова стретч плівка. У харчовій упаковці застосовують поліетилен низької щільності (LLDPE) і поліпропілен (PP) для прозорості та еластичності. З іншого боку, промислова упаковка виготовляється з поліетилену високої щільності (HDPE) та лінійного лавсану (LLDPE) для забезпечення високої міцності. Деякі промислові плівки можуть містити адгезиви для покращеного утримання товарів на палетах. Важливо пам'ятати, що промислову стрейч-плівку не можна використовувати для пакування їжі, оскільки вона не відповідає вимогам безпеки харчових продуктів.[2]